# Jean-Yves Dubuisson
Jean-Yves Dubuisson (1965 ) es un botánico, y pteridólogo francés. Es especialista en la sistemática de los helechos, y particularmente de la familia de las himenofilláceas. Es investigador en el "Centro de Estudios sobre la Paleobiodiversidad & los Paleoambientes", París.

## Algunas publicaciones
- Dubuisson J.-Y., Sabine Hennequin, Sophie Bary, Atsushi Ebihara, Élodie Boucheron-Dubuisson. 2011. Anatomical diversity and regressive evolution in trichomanoid filmy ferns (Hymenophyllaceae): A phylogenetic approach - Comptes Rendus Biologies 334 (12) - Paris : Académie des Sciences, diciembre de 2011 - p. 880-895

- Dubuisson J.-Y., Timothée Le Péchon, Thomas Haevermans, Corinne Cruaud, Arnaud Couloux, Luc D B Gigord. 2010. Multiple colonizations from Madagascar and converged acquisition of dioecy in the Mascarene Dombeyoideae (Malvaceae) as inferred from chloroplast and nuclear DNA sequence analyses - Université Pierre et Marie Curie, UMR CNRS-MNHN-UPMC :Centre de Recherche sur la Paléobiodiversité et les Paléoenvironnements, Paris, France - Annals of Botany 106 (2) - Exeter :Oxford journal press, junio de 2010 - p. 343-357

- Atsushi Ebihara, Sabine Hennequin, Jean-Yves Dubuisson, Harald Schneider. 2010. Chromosome number evolution in Hymenophyllum (Hymenophyllaceae), with special reference to the subgenus Hymenophyllum. Molecular Phylogenetics and Evolution 55 ( 1 ) : 47-59

- -------------, Joël H. Nitta, David Lorence, Jean-Yves Dubuisson. 2009. New records of Polyphlebium borbonicum, an African filmy fern, in the New World and Polynesia. American Fern J. 99 : 200-206

- Dubuisson J.-Y., Hennequin S., Schneider H. 2009. Epiphytism in ferns: diversity and evolution. Comptes Rendus Biologies 332: 120-128
- Le Péchon T., Cao N., Dubuisson J.-Y., Gigord L. B. D. 2009. Systematics of Dombeyoideae (Malvaceae) in the Mascarene archipelago (Indian Ocean) inferred from morphology. Taxon 58: 519-531

- -------------, Sabine Hennequin, Eric Schuettpelz, Kathleen M. Pryer, Jean-Yves Dubuisson. 2008. Divergence times and the evolution of epiphytism in filmy ferns (Hymenophyllaceae) revisited. International J. of Plant Sciences, noviembre/diciembre 2008 169 ( 9 ) : 1278-1287

- -------------, Kunio Iwatsuki, Motomi Ito, Sabine Hennequin, Jean-Yves Dubuisson. 2007. A global molecular phylogeny of the fern genus Trichomanes (Hymenophyllaceae) with special reference to stem anatomy. Botanical J. of the Linnean Society 155 : 1-27

- -------------, Kunio Iwatsuki, Motomi Ito, Jean-Yves Dubuisson. 2007. Systematics of Trichomanes (Hymenophyllaceae: Pteridophyta), progress and future interests. Fern Gazette 18 : 53-58 Resumen en línea

- -------------, Jean-Yves Dubuisson, Kunio Iwatsuki, Sabine Hennequin, Motomi Ito. 2006. A taxonomic revision of Hymenophyllaceae. Blumea 51 : 221-280

- -------------, Sabine Hennequin, Motomi Ito, Kunio Iwatsuki, Jean-Yves Dubuisson. 2006. New insights into the phylogeny of the genus Hymenophyllum s.l. (Hymenophyllaceae): Revealing the polyphyly of Mecodium. Systematic Botany 31 ( 2 ) : 271-284

- -------------, -------------, -------------, -------------, -------------. 2006. Phylogenetic systematics and evolution of the genus Hymenophyllum s.l. (Hymenophyllaceae: Pteridophyta) - Proceedings of the Ferns for the 21st Century Conference, Edinburgh 2004. Fern Gazette 17 : 247-257

- -------------, Sabine Hennequin, Kunio Iwatsuki, Peter D. Bostock, Sadamu Matsumoto, Razali Jaman, Jean-Yves Dubuisson, Motomi Ito. 2004. Polyphyletic origin of Microtrichomanes (Prantl) Copel. (Hymenophyllaceae), with a revision of the species. Taxon 53 ( 4 ) : 935-948 Resumen en Jstor

- -------------, Sabine Hennequin, Motomi Ito, Kunio Iwatsuki, Jean-Yves Dubuisson. 2003. Molecular systematics of the fern genus Hymenophyllum s.l. (Hymenophyllaceae) based on chloroplastic coding and noncoding regions. Molec. Phylogen. Evol. 27 : 283-301

- La abreviatura «Dubuisson» se emplea para indicar a Jean-Yves Dubuisson como autoridad en la descripción y clasificación científica de los vegetales.[3]